# Gęsice (gromada)
Gęsice – dawna gromada, czyli najmniejsza jednostka podziału terytorialnego Polskiej Rzeczypospolitej Ludowej w latach 1954–1972.
Gromady, z gromadzkimi radami narodowymi (GRN) jako organami władzy najniższego stopnia na wsi, funkcjonowały od reformy reorganizującej administrację wiejską przeprowadzonej jesienią 1954 do momentu ich zniesienia z dniem 1 stycznia 1973, tym samym wypierając organizację gminną w latach 1954–1972.
Gromadę Gęsice z siedzibą GRN w Gęsicach utworzono – jako jedną z 8759 gromad na obszarze Polski – w powiecie opatowskim w woj. kieleckim, na mocy uchwały nr 13f/54 WRN w Kielcach z dnia 29 września 1954. W skład jednostki weszły obszary dotychczasowych gromad Duraczów, Gęsice, Sadków i Melonek (bez wsi Kozłów) oraz wieś Zbelutka Poddanie z dotychczasowej gromady Zbelutka ze zniesionej gminy Gęsice w tymże powiecie. Dla gromady ustalono 13 członków gromadzkiej rady narodowej.
Gromadę zniesiono 31 grudnia 1959, a jej obszar włączono do gromad Zbelutka (wieś Zbelutka Poddanie) i Łagów (wsie Gęsice, Sadków, Duraczów, Melonek i Ruda oraz kolonię Gęsice).